# Piper san-andresense
Piper san-andresense är en pepparväxtart som beskrevs av Trel. & Yunck.. Piper san-andresense ingår i släktet Piper och familjen pepparväxter. Inga underarter finns listade i Catalogue of Life.